# Enriquillo (ort)
Enriquillo är en ort i Dominikanska republiken.   Den ligger i provinsen Barahona, i den södra delen av landet, 150 km sydväst om huvudstaden Santo Domingo. Enriquillo ligger 51 meter över havet och antalet invånare är 5 423.
Terrängen runt Enriquillo är huvudsakligen kuperad, men åt sydväst är den platt. Havet är nära Enriquillo åt sydost.  Närmaste större samhälle är Paraíso, 12,5 km nordost om Enriquillo. 